# ناخواسته (ترانه)
«ناخواسته» (به انگلیسی: Unintended) تک‌آهنگی از میوز است. این تک‌آهنگ در آلبوم شوبیز (آلبوم) قرار داشت.